# Зловещая луна
«Зловещая луна» (англ. Bad Moon) — американский фильм ужасов 1996 года режиссёра Эрика Рэда и продюсера Джеймса Джи. Робинсона по роману Уэйна Смита «Тор».

## Сюжет
Во время экспедиции в Непал фото-журналист Тед (Майкл Паре) и его девушка подвергаются нападению оборотня, который убивает девушку и кусает Теда.
Джанет — адвокат, которая спокойно живёт в загородном доме со своим сыном Бреттом и его немецкой овчаркой по кличке Тор. Однажды к ним наведывается Флопси — представитель обучающей компании. Он предлагает дать Бретту хорошее образование, но на него накидывается Тор, и Флопси падает на дорожку. После словесной перепалки с Джанет он уходит. Той же ночью лесоруб осматривает деревья и, услышав странный рёв, пытается убежать, но что-то большое убивает его. Днём Джанет вместе с сыном и собакой едет к своему брату Теду, который после экспедиции поселился в трейлере на берегу реки. Пока Джанет и Тед готовят еду на улице, Бретт случайно находит старинную книгу об оборотнях в трейлере. Вскоре место, где живёт Тед, огораживает полиция, и тот напрашивается пожить во дворе своей сестры. Ночью Тед с наручниками в руках уходит «на пробежку». Тор начинает проситься на улицу и Джанет выпускает его. Тор убегает в лес и обнаруживает пристёгнутого наручниками к дереву Теда, который превратился в оборотня. Джанет находит собаку и уводит домой. Вечером Тед опять уходит в лес, но Тор ведёт себя странно и снова просится на улицу. Тогда уже Бретт выпускает его из дома. Из-за того, что пёс задержал Теда, тот не успел пристегнуть себя наручниками и теперь в образе оборотня пришёл к дому Джанет. Однако Тор набрасывается на него, но из-за включённого света оборотень лишь несильно ранит собаку и убегает. Джанет пробирается в трейлер Теда и обнаруживает его дневник с записями, узнавая о его «болезни». В это время к дому приходит Флопси с намерением убить Тора. Но в этот момент приходит оборотень и убивает его, зашвыривая тело в кусты. Утром тело обнаруживает шериф и говорит Джанет, что возможно это Тор убил Флопси. После отъезда шерифа, Джанет приходит к Теду, однако последний незаметно провоцирует собаку и та набрасывается на него. Из-за этого, Тора забирают на усыпление. несмотря на протесты Бретта. Ночью парень сбегает из дома для спасения своей собаки, а Джанет отправляется вслед за Тедом. Она находит его и тот, превратившись в оборотня, начинает её преследовать. Бретт вытаскивает Тора и они направляются домой. Джанет прибегает домой и пытается спастись от оборотня на втором этаже, но тот находит ее. Внезапно на него набрасывается Тор, и Джанет, воспользовавшись этим, стреляет в оборотня. Тор прыгает на него, и они выпадают из окна. Утром пёс находит сильно раненного Теда и убивает его.

## В ролях
- Мэриел Хемингуэй — Дженет
- Майкл Паре — дядя Тед
- Мейсон Гэмбл — Бретт
- Кен Пог — шериф Дженсон
- Хротгар Мэтьюс — Флопси
- Джоанна Лебовиц — Марджори
- Гэвин Бур — лесной рейнджер
- Джулия Монтгомери Браун — репортёр
- Примо — Тор

## Съёмки
Съёмки фильма проходили в Канаде.
Оборотня сыграл профессиональный каскадёр Кен Керцингер, сыгравший в фильме «Фредди против Джейсона» самого Джейсона Вурхиза.